# 1969-es magyar atlétikai bajnokság
Az 1969-es magyar atlétikai bajnokság a 74. bajnokság volt. A női 80 méteres gátfutás helyét átvette a 100 m gát, egyszeri alkalommal női 200 m gátfutást is rendeztek, és bevezették a női 4 × 400 méteres váltófutást.

## Eredmények

### Férfiak
| Versenyszám                         | Arany                                                                                  | Arany      | Ezüst                                                                                   | Ezüst      | Bronz                                                                                | Bronz      |
| ----------------------------------- | -------------------------------------------------------------------------------------- | ---------- | --------------------------------------------------------------------------------------- | ---------- | ------------------------------------------------------------------------------------ | ---------- |
| 100 m                               | Mihályfi László BEAC                                                                   | 10,8       | Farkas Tibor Bp. Honvéd                                                                 | 10,9       | Bátori István Újpesti Dózsa                                                          | 10,9       |
| 200 m                               | Mihályfi László BEAC                                                                   | 21,0       | Fügedi József Újpesti Dózsa                                                             | 21,3       | Istóczky József Egyetértés                                                           | 21,4       |
| 400 m                               | Rózsa István MTK                                                                       | 47,7       | Bátori István Újpesti Dózsa                                                             | 47,9       | Fügedi József Újpesti Dózsa                                                          | 48,0       |
| 800 m                               | Molnár György Vasas                                                                    | 1:53,5     | Fekete Sándor Újpesti Dózsa                                                             | 1:54,0     | Kovács Géza Kaposvári Dózsa                                                          | 1:54,1     |
| 1500 m                              | Török János Bp. Honvéd                                                                 | 3:46,7     | Kovács Géza Kaposvári Dózsa                                                             | 3:47,0     | Mohácsi Péter MTK                                                                    | 3:47,2     |
| 5000 m                              | Török János Bp. Honvéd                                                                 | 14:10,4    | Szentiványi Gergely Bp. Vasas                                                           | 14:11,2    | Simon Dénes Bp. Spartacus                                                            | 14:11,6    |
| 10 000 m                            | Simon Dénes Bp. Spartacus                                                              | 29:17,4    | Mecser Lajos Salgótarjáni BTC                                                           | 29:19,4    | Dudás István Komlói Bányász                                                          | 29:20,6    |
| 4 × 100 m szeptember 27–28.         | Hajdú Lajos Mihályfi László Gyulai István Spánik Ágoston BEAC                          | 40,9       | Pajor Ferenc Bátori István Fügedi József Rábai Gyula Újpesti Dózsa                      | 40,9       | Hermann György Rózsa István Földesi József Kiss Pál MTK                              | 41,8       |
| 4 × 200 m                           | Spánik Ágoston Hajdú Lajos Gyulai István Mihályfi László BEAC                          | 1:26,2     | Zászló Zsolt Bátori István Fügedi József Pajor Ferenc Újpesti Dózsa                     | 1:26,3     | Kalocsai Henrik Papp György Tóth Tibor Záborszky Tibor Bp. Honvéd                    | 1:28,5     |
| 4 × 400 m                           | Bátori István Horváth László Fekete Sándor Fügedi József Újpesti Dózsa A               | 3:10,8     | Szatmári Sándor Kapás Géza Tóth Tibor Papp György Bp. Honvéd                            | 3:14,3     | Benkő János Árva István Ringhoffer Zsolt Zsinka András Újpesti Dózsa B               | 3:17,1     |
| 4 × 800 m                           | Zemen János Zsinka András Nagy Vilmos Fekete Sándor Újpesti Dózsa                      | 7:45,6     | Kovács Sándor Suba Zoltán Szatmári Sándor Kapás Géza Bp. Honvéd                         | 7:47,6     | Nagy László Földesi János Tóth Béla Sári Elek Debreceni VSC                          | 7:56,1     |
| 4 × 1500 m                          | Török János Magyar Károly Szabó János Jóny István Bp. Honvéd                           | 15:33,8    | Hazai Balázs Szentiványi Gergely Rózsa István Molnár György Bp. Vasas                   | 15:35,2    | Simon Dénes Rábold Gusztáv Jüllich Károly Nagy Imre Bp. Spartacus                    | 15:51,4    |
| 110 m gát                           | Mélykuti Béla Bp. Spartacus                                                            | 14,6       | Topor Béla Csepel SC                                                                    | 15,1       | Dóczi Ferenc Nagykanizsai Bányász                                                    | 15,4       |
| 400 m gát                           | Ringhoffer Zsolt Újpesti Dózsa                                                         | 51,7       | Kövesdi Ferenc Ózdi Kohász                                                              | 52,6       | Mélykuti Béla Bp. Spartacus                                                          | 53,3       |
| 3000 m akadály                      | Jóny István Bp. Honvéd                                                                 | 8:44,2     | Magyar Károly Bp. Honvéd                                                                | 8:44,4     | Máthé Sándor Újpesti Dózsa                                                           | 8:45,6     |
| 20 km gyaloglás                     | Dalmati János Bp. Honvéd                                                               | 1:36:46,4  | Antal Andor Szegedi VSE                                                                 | 1:36:51,4  | Kovács Sándor Csepel SC                                                              | 1:38:41,2  |
| 50 km gyaloglás július 13.          | Havasi István Bp. Postás                                                               | 4:28:11,6  | Dalmati János Bp. Honvéd                                                                | 4:33:07,6  | Dinesz Béla Bp. Postás                                                               | 4:37:53,6  |
| magasugrás                          | Tihanyi József TFSE                                                                    | 211 cm     | Major István Bp. Honvéd                                                                 | 207 cm     | Sára István Bp. Spartacus                                                            | 204 cm     |
| távolugrás                          | Kalocsai Henrik Bp. Honvéd                                                             | 776 cm     | Cziffra Zoltán Bp. Honvéd                                                               | 749 cm     | Margitics Béla Újpesti Dózsa                                                         | 745 cm     |
| hármasugrás                         | Cziffra Zoltán Bp. Honvéd                                                              | 16,68 m    | Kalocsai Henrik Bp. Honvéd                                                              | 16,65 m    | Ivanov Dragan Bp. Vasas                                                              | 15,85 m    |
| rúdugrás                            | Schulek Ágoston Vasas                                                                  | 480 cm     | Steinhacker Róbert Bp. Spartacus                                                        | 470 cm     | Gagyi Endre Bp. Vasas                                                                | 450 cm     |
| súlylökés                           | Varjú Vilmos Újpesti Dózsa                                                             | 18,47 m    | Holub Sándor Bp. Honvéd                                                                 | 18,33 m    | Nagy György BEAC                                                                     | 17,34 m    |
| diszkoszvetés                       | Tégla Ferenc Szegedi VSE                                                               | 59,12 m    | Fejér Géza Bp. Honvéd                                                                   | 56,76 m    | Faragó János Bp. Honvéd                                                              | 54,80 m    |
| gerelyhajítás                       | Kulcsár Gergely Bp. Építők                                                             | 79,72 m    | Csik József Bp. Építők                                                                  | 77,60 m    | Boros Sándor Újpesti Dózsa                                                           | 75.02 m    |
| kalapácsvetés                       | Zsivótzky Gyula Újpesti Dózsa                                                          | 69,16 m    | Lovász Lázár Pécsi Dózsa                                                                | 67,60 m    | Eckschmiedt Sándor Újpesti Dózsa                                                     | 66,94 m    |
| tízpróba augusztus 19–20.           | Bakai József Csepel SC                                                                 | 7619       | Raáb Tibor Diósgyőri VTK                                                                | 7114       | Czabán Dániel Bp. Építők                                                             | 6743       |
| maraton augusztus 20.               | Tóth Gyula Ózdi Kohász                                                                 | 2:20:36,0  | Pintér János Bp. Spartacus                                                              | 2:24:30,0  | Simon Dénes Bp. Spartacus                                                            | 2:26:23,8  |
| mezei futás április 5.              | Mecser Lajos Salgótarjáni BTC                                                          | 33:01,4    | Tóth Béla MAFC                                                                          | 33:06,4    | Szerényi János Bp. Vasas                                                             | 33:11,4    |
| kis mezei futás (4,8 km) április 5. | Játékos Pál Bp. Honvéd                                                                 | 14:27,3    | Varga Nándor Bp. Honvéd                                                                 | 14:38,6    | Szekeres Ferenc Csepel SC                                                            | 14:45,4    |
| csapat 5000 m                       | Török János Szabó János Jóny István Magyar Károly Varga Nándor Bp. Honvéd              | 41         | Szerényi János Szentiványi Gergely Rózsa István Hazai Balázs Molnár György Bp. Vasas    | 44         | Máté Sándor Tóth Béla Stepán Antal Cselényi István Vaskó László Újpesti Dózsa        | 81         |
| csapat 20 km gyaloglás              | Dalmati János Tábori János Fórián Sándor Bp. Honvéd                                    | 4:58:36,0  | Antal Andor Novák András Aranyi László Szegedi VSE                                      | 5:05:24,8  | Kovács Sándor Thomasz Attila Kiss József Csepel SC                                   | 5:09:08,8  |
| csapat 50 km gyaloglás július 13.   | Havasi István Dinesz Béla Stefanik Pál Bp. Postás                                      | 14:21:30,8 | Sorger Sándor Schirilla György Kapusi János Bp. Vasas                                   | 15:55:58,8 | Kovács Sándor Kiss József Thomasz Attila Csepel SC                                   | 16:37:00,8 |
| csapat maraton augusztus 20.        | Pintér János Simon Dénes Tabajdi József Bp. Spartacus                                  | 7:26:35,0  | Homoki Vince Velez Lázár Salpa János Komlói Bányász                                     | 8:07:58,8  | Nagy Pál Mócsai Kálmán Sőrés Márton Ganz-MÁVAG                                       | 8:27:21,4  |
| csapat magasugrás május 3–4.        | Major István Noszály Sándor Krasznai Tivadar Schramek Gyula Senkei János Bp. Honvéd    | 195,0 cm   | Erki Imre Szepesi Ádám Skoumal András Krasovecz Ferenc Karner Ottó BEAC                 | 190,2 cm   | Tihanyi József Kelemen Endre Hollósy Tibor Láng Gyula Szabó A. TFSE                  | 188,2 cm   |
| csapat távolugrás                   | Kalocsai Henrik Cziffra Zoltán Záborszky Tibor Hámori Imre Deák Géza Bp. Honvéd        | 705,2 cm   | Margitics Béla Pajor Ferenc Zászló Zsolt Füzesi Ede Bukovecz Károly Újpesti Dózsa       | 677,2 cm   | Bakai Józsa Hossala József Levelesi Andor Szórád Péter Borosjenői Kálmán Csepel SC   | 668,0 cm   |
| csapat hármasugrás                  | Cziffra Zoltán Kalocsai Henrik Katona Gábor Noszály Sándor Pető Sándor Bp. Honvéd A    | 14,800 m   | Hámori Imre Balogh Miklós Kiss László Senkei János Sárközi András Bp. Honvéd B          | 13,796 m   | Füzesi Ede Margitics Béla Földi Lajos Pajor Ferenc Bukovecz Károly Újpesti Dózsa     | 13,668 m   |
| csapat rúdugrás                     | Steinhacker Róbert Kalmár Mihály Moldvai Ferenc Tamás István Jóború Jenő Bp. Spartacus | 404,0 cm   | Török István Kalló Dezső Kátai Ferenc Skoumal András Szepesi Ádám BEAC                  | 388,0 cm   | Anderle Dénes Viskovics Károly Anderle Lajos Füzesi Ede Both László Újpesti Dózsa    | 384,0 cm   |
| csapat súlylökés                    | Holub Sándor Fejér Géza Riszt János Treiber Miklós Gyergyói János Bp. Honvéd           | 15,222 m   | Varjú Vilmos Zsivótzky Gyula Bíró András Eckschmiedt Sándor Füzesi Ede Újpesti Dózsa    | 14,798 m   | Teveli Mihály Nagy Zsigmond Szegletes Ferenc Regős Imre Papp Bp. Vasas               | 14,28 m    |
| csapat diszkoszvetés                | Szegletes Ferenc Teveli Mihály Nagy Zsigmond Klics Ferenc Regős Imre Bp. Vasas         | 46,796 m   | Fejér Géza Holub Sándor Riszt János Szauer Béla Jovanovity István Bp. Honvéd            | 45,956 m   | Bakai József Saskői Alfonz Farkasinszky Gyula Bedecs László Murafov Márton Csepel SC | 44,548 m   |
| csapat gerelyhajítás                | Kulcsár Gergely Csík József Szörényi István Czabán Dániel Hubai Gyula Bp. Építők       | 60,736 m   | Krasznai Sándor Zarubai Iván Boros Sándor Abaházi István Fehérvári György Újpesti Dózsa | 60,048 m   | Erdélyi György Németh Miklós Hegedűs Imre Bőze Attila Csik József TFSE               | 57,980 m   |
| csapat kalapácsvetés                | Regős Imre Mecseki Attila Sajtár Lajos Vályi Ferenc Németh Pál Vasas                   | 52,996 m   | Borsos Elemér Fejér Géza Bozóky Gábor Kovács Zoltán Madinácz Gábor Bp. Honvéd           | 52,780 m   | Zsivótzky Gyula Eckschmiedt Sándor Pirisi Varjú Vilmos Csik Dezső Újpesti Dózsa      | 51,532 m   |
| tízpróba csapat augusztus 19–20.    | Bakai József Zborovszky Béla Farkasinszky Gyula Csepel SC                              | 18 786     | Szepessy Ádám Kátai Ferenc Nyerges Mihály BEAC                                          | 18 599     | Füzessy Ede Oros Ferenc Árva István Újpesti Dózsa                                    | 18 338     |
| csapat mezei futás április 5.       | Török János Magyar Károly Jónyí István Babinyecz József Szabó II János Bp. Honvéd      | 68         | Simon Dénes Nagy Pintér János Tabajdi József Kun István Bp. Spartacus                   | 138        | Homoki Vince Schalpa János Kiss Velez Lázár Demeter István Komlói Bányász            | 165        |
| csapat kis mezei futás április 5.   | Játékos Pál Varga Nándor Bátori Gábor Kárai Kázmér Kovács Gábor Bp. Honvéd             | 31         | Zsinka András Vaskó László Nagy Vilmos Pokornyi István Vasas István Újpesti Dózsa       | 71         | Molnár György Rózsa István Hazai Balázs Veres Vince Küsmödi Árpád Bp. Vasas          | 96         |

### Nők
| Versenyszám                     | Arany                                                                           | Arany    | Ezüst                                                                                      | Ezüst    | Bronz                                                                                | Bronz    |
| ------------------------------- | ------------------------------------------------------------------------------- | -------- | ------------------------------------------------------------------------------------------ | -------- | ------------------------------------------------------------------------------------ | -------- |
| 100 m                           | Szabó Jánosné BEAC                                                              | 11,9     | Kovács Annamária Bp. Honvéd                                                                | 12,0     | Lázár Éva Bp. Honvéd                                                                 | 12,2     |
| 200 m                           | Balogh Györgyi Vasas                                                            | 24,1     | Kovács Annamária Bp. Honvéd                                                                | 24,3     | Szabó Jánosné BEAC                                                                   | 24,7     |
| 400 m                           | Kulcsár Magdolna Bp. Építők                                                     | 56,4     | Séfer Rozália Szombathelyi Haladás                                                         | 57,0     | Velekei Márta Bp. Építők                                                             | 57,9     |
| 800 m                           | Budavári Mária Bp. Honvéd                                                       | 2:06,6   | Kulcsár Magdolna Bp. Építők                                                                | 2:07,4   | Völgyi Zsuzsa Bp. MEDOSZ                                                             | 2:10,5   |
| 1500 m                          | Völgyi Zsuzsa Bp. MEDOSZ                                                        | 4:30,8   | Zsilák Ilona Békéscsabai Dózsa                                                             | 4:31,9   | Budavári Mária Bp. Honvéd                                                            | 4:40,8   |
| 4 × 100 m szeptember 27–28.     | Horváth Erzsébet Papp Attiláné Balogh Györgyi Pusztai Éva Vasas                 | 46,7     | Kovács Annamária Lázár Éva Herczegh Mária Sasgáti Emese Bp. Honvéd                         | 47,3     | Zsom Erzsébet Kulcsár Magdolna Velekei Márta Encsi Istvánné Bp. Építők               | 47,7     |
| 4 × 200 m                       | Horváth Erzsébet Papp Attiláné Pusztai Éva Balogh Györgyi Vasas                 | 1:39,7   | Kovács Annamária Lázár Éva Herczegh Mária Sasgáti Emese Bp. Honvéd                         | 1:41,0   | Nagy Mária Gulyás Erzsébet Gulyás Ágota Havas Judit BEAC                             | 1:44,1   |
| 4 × 400 m                       | Gyenei Katalin Encsi Istvánné Kulcsár Magdolna Velekei Márta Bp. Építők         | 3:47,6   | Kazi Olga Lázár Éva Csipán Borbála Budavári Mária Bp. Honvéd                               | 3:52,2   | Zsilák Ilona Zsilák Erzsébet Misota Valéria Kővári Erzsébet Békéscsabai Dózsa        | 4:05,6   |
| 3 × 800 m                       | Gyenei Katalin Velekei Márta Kulcsár Magdolna Bp. Építők                        | 6:54,2   | Csipán Borbála Kazi Olga Budavári Mária Bp. Honvéd                                         | 6:54,6   | Laurinyecz Júlia Zsilák Erzsébet Zsilák Ilona Békéscsabai Dózsa                      | 7:04,4   |
| 100 m gát                       | Kovács Annamária Bp. Honvéd                                                     | 14,3     | Kiss Mária Nyíregyházi TKF                                                                 | 14,9     | Wieland Ilona Komlói Bányász                                                         | 14,9     |
| 200 m gát                       | Kiss Mária Nyíregyházi TKF                                                      | 28,3     | Molnár Győzőné Bp. Építők                                                                  | 28,7     | Balogh Katalin Zalaegerszegi TE                                                      | 28,8     |
| magasugrás                      | Komka Magdolna Salgótarjáni Kohász                                              | 168 cm   | Zink Teréz TFSE                                                                            | 164 cm   | Riepl Erika Csepel SC                                                                | 164 cm   |
| távolugrás                      | Kovács Annamária Bp. Honvéd                                                     | 624 cm   | Kispál Jánosné Újpesti Dózsa                                                               | 618 cm   | Forisek Erzsébet Tatabányai Bányász                                                  | 616 cm   |
| súlylökés                       | Nagy Judit Vasas                                                                | 13,91 m  | Nyitrai Zsuzsa Diósgyőri VTK                                                               | 13,42 m  | Stugner Judit Újpesti Dózsa                                                          | 13,39 m  |
| diszkoszvetés                   | Stugner Judit Újpesti Dózsa                                                     | 53,62 m  | Loidl Márta Újpesti Dózsa                                                                  | 51,94 m  | Nyitrai Zsuzsa Diósgyőri VTK                                                         | 49,46 m  |
| gerelyhajítás                   | Németh Angéla BEAC                                                              | 56,54 m  | Vidos Ferencné Bp. Honvéd                                                                  | 56,44 m  | Krajcsovics Józsefné Bp. Vasas                                                       | 50,72 m  |
| ötpróba augusztus 19–20.        | Kovács Annamária Bp. Honvéd                                                     | 4583     | Bruzsenyák Ilona Debreceni EAC                                                             | 4107     | Hornyák Anikó Bp. Építők                                                             | 3933     |
| mezei futás április 5.          | Kulcsár Magdolna Bp. Építők                                                     | 5:30,0   | Bátori Istvánné Újpesti Dózsa                                                              | 5:31,8   | Völgyi Zsuzsa Bp. MEDOSZ                                                             | 5:33,6   |
| csapat magasugrás május 3–4.    | Zink Teréz Szabó-Papp Orsolya Szatmári Erzsébet Maros Éva Nádasi Katalin TFSE   | 155,6 cm | Balogh Györgyi Herendi Erzsébet Andor Emőke Jákói Aranka Kővári Teréz Bp. Vasas            | 149,2 cm | Szilas Éva Cserhalmi Gézáné Heldt Zsuzsa Bata Erzsébet Hauptmann Ágnes Újpesti Dózsa | 148,2 cm |
| csapat távolugrás               | Woth Klára Maros Éva Benyáts Erzsébet Nádasi Katalin Bene Piroska TFSE          | 535,8 cm | Kispál Jánosné Balatoni Anna Bata Erzsébet Boldizsár Piroska Szekeres Ibolya Újpesti Dózsa | 532,8 cm | Kovács Annamária Schleer Ildikó Sasgáti Emese Majzik Mária Lázár Éva Bp. Honvéd      | 528,2 cm |
| csapat súlylökés                | Bognár Judit Paulányi Magda Armuth Edit Giber Vera Parázsó Júlia Bp. Honvéd     | 12,854 m | Stugner Judit Mikuss Judit Loidl Márta Gradwohl Klára Fejes Rózsa Újpesti Dózsa            | 12,250 m | Rácz Mária Monostori Klára Magyar Mária Kótai Margit Gulyás Mária Bp. Építők         | 12,146 m |
| csapat diszkoszvetés            | Stugner Judit Loidl Márta Gradwohl Klára Fejes Rózsa Mikuss Judit Újpesti Dózsa | 43,128 m | Szentesi Mária Bognár Judit Parázsó Júlia Pintér Júlia Czabán Dánielné Bp. Honvéd          | 40,448 m | Rácz Mária Kótai Margit Magyar Mária Monostori Klára Szokolai Péterné Bp. Építők     | 40,424 m |
| csapat gerelyhajítás            | Antal Márta Radnai Ágnes Krajcsovics Józsefné Vass Ilona Varga Ildikó Vasas     | 44,476 m | Lugos Ilona Mészáros Lenke Bagyinszky Borbála Rozsinyszky Éva Nagy TFSE                    | 40,796 m | Németh Angéla Oó Erzsébet Kónya Ágnes Ecsődy Bárány Borbála BEAC                     | 38,676 m |
| csapat ötpróba augusztus 19–20. | Hornyák Anikó Molnár Győzőné Magyar Mária Bp. Építők                            | 11 656   | Kovács Annamária Karakas Józsefné Herczeg Mária Bp. Honvéd                                 | 11 133   | Boldizsár Piroska Oros Ferencné Pászt Erika Újpesti Dózsa                            | 10 341   |
| csapat mezei futás április 5.   | Csipán Borbála Budavári Mária Kazi Olga Bp. Honvéd                              | 28       | Kulcsár Magdolna Vincze Katalin Velekei Márta Bp. Építők                                   | 28       | Monspart Sarolta Nagy Katalin Balczer Rózsa Bp. Spartacus                            | 53       |

### Magyar atlétikai csúcsok
- rúdugrás 485 cm ocs. Schulek Ágoston
- n. gerelyhajítás 60.58 m ocs. Németh Angéla 6. 28.